# كاميلي بلوخ
كاميلي بلوخ (بالفرنسية: Camille Bloch )‏ (و. 1865 – 1949 م) هو أمين مكتبة، من فرنسا، كان عضوًا في أكاديمية العلوم الأخلاقية والسياسية الفرنسية، توفي في الدائرة الرابعة عشر في باريس، عن عمر يناهز 84 عاماً.

## التعليم
تعلم في مدرسة كوندرست، والمدرسة الوطنية للمواثيق.